# Montérégie

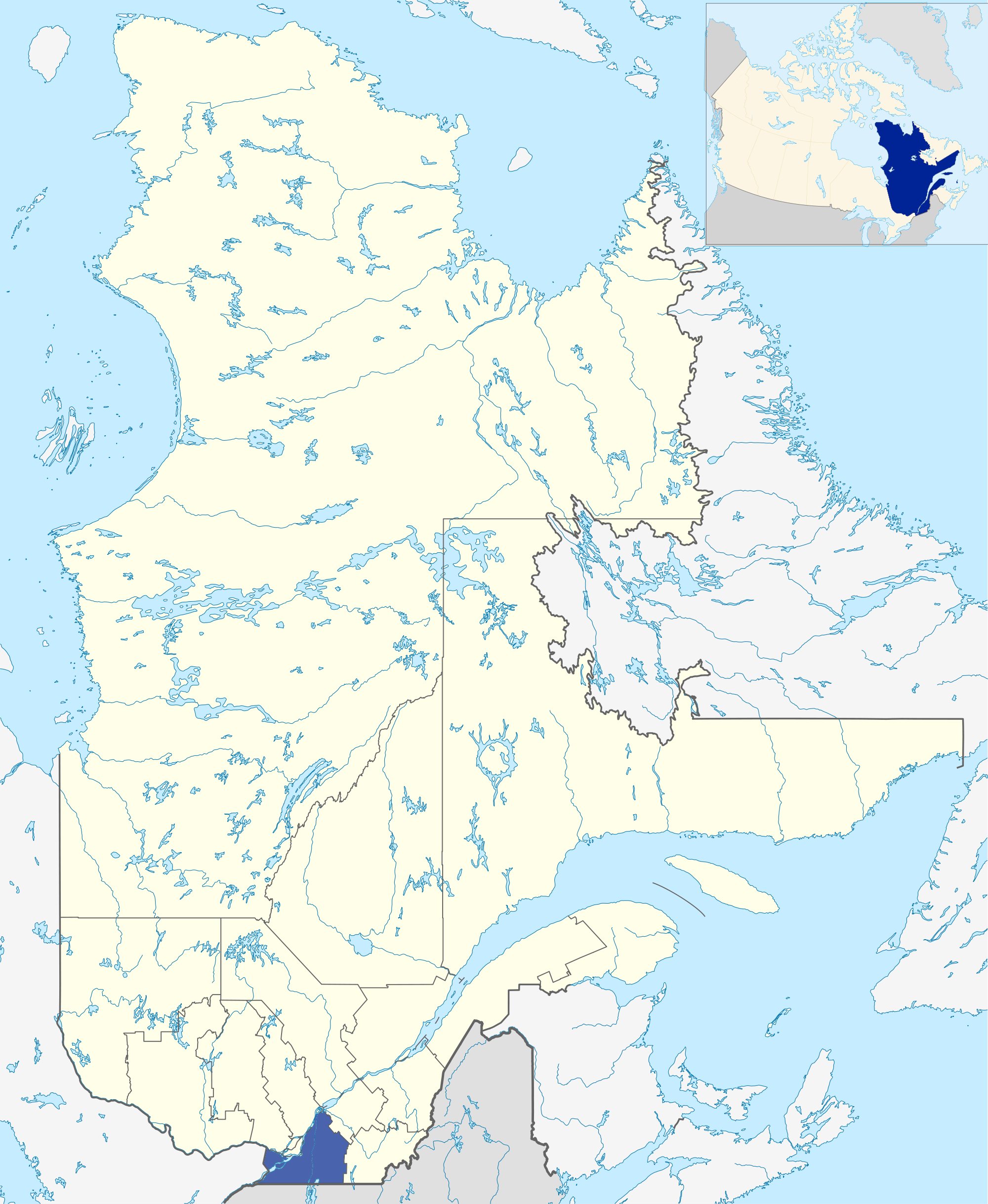
Localização da região administrativa de Montérégie no Quebec.

O Montérégie é uma região administrativa da província canadense do Quebec. Em 2016 a região possui 11 132,34 km², 1 507 070 habitantes e uma densidade demográfica de 135,4 hab./km². Está dividida em 14 regionalidades municipais (MRCs) e em 176 municípios.

## Regionalidades municipais
- Acton
- Beauharnois-Salaberry
- Brome-Missisquoi
- La Haute-Yamaska
- Marguerite-D'Youville
- La Vallée-du-Richelieu
- Le Haut-Richelieu
- Le Haut-Saint-Laurent
- Les Jardins-de-Napierville
- Les Maskoutains
- Pierre-De Saurel
- Roussillon
- Rouville
- Vaudreuil-Soulanges

## Outras localidades

### Cidades independentes
- Aglomeração de Longueuil
  - Boucherville
  - Brossard
  - Longueuil
  - Saint-Bruno-de-Montarville
  - Saint-Lambert

### Reservas indígenas
- Akwesasne

- Kahnawake